# Trofeo Costa de Valencia
El Trofeo Costa de Valencia fue un torneo de verano internacional amistoso de fútbol que se disputó en la ciudad de Valencia, una de las más importantes de la Comunidad Valenciana, en España. 
Este torneo, era organizado por el Levante UD. Se realizó de 1972 a 1979. Los partidos se disputaban en el estadio Estadio Ciudad de Valencia.

## Palmarés
| Año y edición | Campeón              | Resultado  | Subcampeón                       |
| ------------- | -------------------- | ---------- | -------------------------------- |
| 1972 I        | Levante UD           | triangular | Club Nacional FC Rapid București |
| 1973 II       | FC Twente            | triangular | Levante UD CD Santiago Wanderers |
| 1974 III      | Levante UD           | triangular | Real Murcia Elche CF             |
| 1975 IV       | CD Castellón         | triangular | Levante UD RCD Español           |
| 1976 V        | PFC CSKA de Sofia    | triangular | Leicester City FC Levante UD     |
| 1977 VI       | Levante UD           | triangular | Club Nacional AS Nanxy-Lorraine  |
| 1978 VII      | FC Dinamo Bucureșt   | 2-1        | Cruzeiro EC                      |
| 1979 VIII     | Tecos FC de la U.A.G | triangular | Levante UD League of Ireland XI  |

## Títulos por equipo
| Club                 | Títulos | Años Campeón     |
| -------------------- | ------- | ---------------- |
| Levante UD           | 3       | 1972, 1974, 1977 |
| FC Twente            | 1       | 1973             |
| CD Castellón         | 1       | 1975             |
| PFC CSKA de Sofia    | 1       | 1976             |
| FC Dinamo Bucureșt   | 1       | 1978             |
| Tecos FC de la U.A.G | 1       | 1979             |